# Gunnarstenarna
Gunnarstenarna este o arie protejată (arie de protecție specială avifaunistică — SPA) din Suedia întinsă pe o suprafață de 338,4 ha, integral pe uscat.

## Localizare
Centrul sitului Gunnarstenarna este situat la coordonatele 58°46′28″N 18°02′14″E / 58.7744°N 18.0372°E.

## Înființare
Situl Gunnarstenarna a fost declarat arie de protecție specială avifaunistică în martie 1996 pentru a proteja 1 specie de animale.

## Biodiversitate
Situată în ecoregiunile boreală și marină baltică, aria protejată nu include niciun habitat protejat.
La baza desemnării sitului se află o specie protejată de  păsări: Sterna paradisaea.